# Montecoronaro
Montecoronaro è una frazione del comune di Verghereto, in provincia di Forlì-Cesena.

## Geografia
Montecoronaro è situata sulle pendici occidentali del monte Fumaiolo, sul versante tirrenico dell'Appennino tosco-romagnolo, a 4,2 km a sud-est di Verghereto. A meno di un chilometro ad ovest dell'abitato si trova l'omonimo passo che unisce l'alta valle del Tevere con quella del Savio.

## Storia
Secolare luogo di passaggio tra l'Italia centrale e quella settentrionale, un documento del 1274 attesta nell'area la presenza di un castello di proprietà dei conti Guidi prima e dell'abbazia di Santa Maria in Trivio poi. Dopo la distruzione del fortilizio la popolazione locale, principalmente dedita alla pastorizia si insediò in due borgate diverse: Pianello e Cameragio. In epoca moderna, con l'apertura di più agevoli vie di comunicazione transappenniniche, l'importanza del passo di Montecoronaro decadde. Una nuova strada carrozzabile che fece uscire dall'isolamento l'area fu ultimata solamente nel 1932.

## Infrastrutture e trasporti
La principale via d'accesso a Montecoronaro è la strada statale 3 bis Tiberina, meglio nota come E45, che unisce Ravenna a Terni.